# Centro Allerta Tsunami
Il Centro Allerta Tsunami, ufficialmente Centro Allerta Tsunami dell’Istituto Nazionale di Geofisica e Vulcanologia, in acronimo CAT-INGV, è il centro d'allerta tsunami dell'Italia. Fa parte del sistema internazionale di allerta tsunami con competenza per l'area del Mediterraneo.